# Choroba Unverrichta-Lundborga
Choroba Unverrichta-Lundborga (padaczka miokloniczna Unverrichta-Lundborga, mioklonia bałtycka ang. Unverricht-Lundborg disease, Unverricht-Lundborg myoclonic epilepsy, EPM1) – rzadka choroba genetyczna. Została opisana po raz pierwszy przez Heinricha Unverrichta w 1891 i Lundborga w 1903 roku. Praca Lundborga ma znaczenia dla historii genetyki klinicznej, ponieważ została użyta do analizy statystycznej mającej określić prawdziwość hipotezy o dziedziczeniu autosomalnym recesywnym. Zrobił to Wilhelm Weinberg w 1912 roku.
Najczęściej występująca postać postępującej padaczki mioklonicznej.
Przyczyną schorzenia są mutacje w genie CSTB kodującym białko cystatyny B. Choroba jest znacznie częstsza w populacji fińskiej.

## Przebieg kliniczny
- mioklonie wrażliwe na stymulacje
- napady padaczkowe uogólnione toniczno-kloniczne
- ataksja
- drżenie
- funkcje poznawcze stosunkowo zachowane[1]